# Angélique Cénas
Angélique Cénas (née Angélique-Madeleine Coudurier à Stockholm le 14 mai 1757 et morte à une date inconnue) est une actrice française.
Sa mère, Barbe-Marguerite Henry, était comédienne dans la troupe du roi de Suède Adolphe Frédéric. Elle a épousé à Stockholm, le 4 mai 1755, Jean-Baptiste Coudurier, un marchand de soie français installé en Suède, et se remarie en 1770, après la mort de celui-ci, avec Gaspard Cénas, maître de danse à la cour de Suède.
Mlle Cénas joue à Stockholm, dans la troupe Dulondel, jusqu'en 1771, date à laquelle la troupe Dulondel est renvoyée par le nouveau roi Gustave III. Elle joue à Rouen en 1773, puis débute à Lille l'année suivante. Elle est à La Haye en 1778-1779, où elle joue notamment dans L'École des mères de Marivaux et dans La Belle Arsène de Monsigny.
Elle est engagée comme première chanteuse au Théâtre de la Monnaie de Bruxelles de 1779 à 1783. Le 5 novembre 1781, elle épouse dans cette ville le haute-contre Pierre-Henri de Moulinneuf, dit Montroze. Elle débute ensuite à Paris, au Théâtre-Italien, le 23 mai 1783, puis à la Comédie-Française une semaine plus tard, mais n'est reçue à aucun des deux théâtres.
Le couple Montroze joue ensuite à Amsterdam de 1784 à 1787, puis à Liège de 1788 à 1790, après quoi on perd toute trace de Mlle Cénas-Montroze, qui se retire vraisemblablement de la scène.